# Tim Handwerker
Tim-Henry Handwerker (* 19. Mai 1998 in Bergisch Gladbach) ist ein deutscher Fußballspieler. Er steht bei Arminia Bielefeld unter Vertrag und ist ehemaliger deutscher Nachwuchsnationalspieler.

## Karriere

### Verein
Handwerker begann seine Karriere beim SV Bergisch Gladbach 09. 2007 wechselte er in die Jugend des Bundesligisten Bayer 04 Leverkusen, in der er zehn Jahre spielte. In der A-Junioren-Bundesliga West absolvierte er für die U-19 von Bayer 04 Leverkusen von 2014 bis 2017 insgesamt 52 Spiele und erzielte dabei sechs Tore. Im Juli 2017 endete seine Jugendzeit, Handwerker wurde in den Profikader der Mannschaft übernommen.
Einen Monat später verließ er den Verein und wechselte zum Ligakonkurrenten und Lokalrivalen 1. FC Köln. In Köln gab er am 20. August 2017 in der Regionalliga-West-Partie gegen Rot-Weiss Essen sein Debüt in der zweiten Mannschaft. In der Bundesliga stand er für den 1. FC Köln zum ersten Mal am 1. Oktober 2017 auf dem Platz. Er absolvierte in der Saison 2017/18 elf Einsätze und stieg mit dem Klub in die 2. Bundesliga ab.
Im August 2018 verliehen ihn die Kölner an den FC Groningen aus der niederländischen Eredivisie. Dort war er auf Anhieb Stammspieler und absolvierte 31 Ligaspiele. Mit der Mannschaft konnte sich Handwerker für die Europa-League-Playoffs qualifizieren.
Nach der Leihe kehrte der Verteidiger nach Köln zurück, wurde aber wenige Tage später zur Saison 2019/20 vom in die 2. Bundesliga abgestiegenen 1. FC Nürnberg verpflichtet und mit einem bis Juni 2022 gültigen Vertrag ausgestattet.
Im Januar 2024 wurde er an den FC Utrecht verliehen und kehrte zur Jahresmitte zum Club zurück. Während der Leihe hatte sich Handwerker im März 2024 einen Kreuzbandriss zugezogen.
Nachdem Handwerker in der Hinrunde der Saison 2024/25 unter Miroslav Klose nicht zum Einsatz gekommen war, wechselte er Anfang Januar 2025 zum abstiegsbedrohten Ligakonkurrenten SSV Jahn Regensburg. Er unterschrieb beim Aufsteiger einen Vertrag bis zum Saisonende. Im Sommer 2025 verließ er den Verein bereits wieder. Daraufhin wechselte er zu Arminia Bielefeld.

### Nationalmannschaft
Handwerker spielte neunmal für Nachwuchsnationalmannschaften des DFB.